# Sint-Bavokerk (Lauwe)
De Sint-Bavokerk is de parochiekerk in het Belgisch dorp Lauwe. De kerk is gewijd aan de heilige Bavo.

## Geschiedenis
Eerst was er te Lauwe een missiekerkje, een houten kapel. De eerste die de kerk doopte was de H. Obertus, daarna kwamen zendelingen uit de school van de H. Amandus en de H. Bavo. In 1143 was er een kerk dat uit steen gebouwd werd. Volgens de bouwtrant van de tijd moet de kerk zijn opgebouwd in Romaanse stijl. Het was een kerk met grote pilaren, lage en zware gewelven en rondboogvensters.
Tussen 1350 en 1400 werd een nieuwe kerk gebouwd. Er is niets bekend over de reden van het nieuwe kerkgebouw. Het bouwmateriaal vertelt ons dat het waarschijnlijk aan het eind van de 14de eeuw werd gebouwd. Het gebouw werd opgetrokken in Gotische stijl. Het had ook een Doornikse invloed. Tussen 1880 en 1882 werd deze kerk omwille van de bouwvalligheid afgebroken. Ernaast werd een nieuwe georiënteerde driebeukige kerk opgetrokken in neogotische stijl. Deze staat er nog steeds en is opgericht in 1877-1879 naar ontwerp van L. De Geyne (Kortrijk). Deze kerk was daarbij omgeven door een kerkhof en een muur. De muur werd afgebroken in 1940, het kerkhof werd ontruimd en is thans een parkeerplaats.

## Architectuur
De afgebroken middeleeuwse kerk had drie beuken en drie kappen, even lang en even hoog. In het midden op vier zware pilaren rees een hoge vierkante toren op, en daarboven een korte fijne naald, omringd met een galerie met 4 hoektorentjes. De kerktoren is tot de spits 51 meter hoog.

## Meubilair
In de afgebroken middeleeuwse kerk waren er vier altaren terug te vinden, het hoogaltaar van Sint-Bavo, patroon, de altaren van Onze-Lieve-Vrouw, van de H. Obertus en van de H. Barbara. In 1624 kwam Mgr. Maximiliaan Villain, bisschop van Doornik, naar Lauwe om het altaar van Sint-Bavo en het altaar van de H. Barbara in te wijden. Er zijn naast de altaren ook twee biechtstoelen terug te vinden, een tabernakel op de muur van het hoogkoor, een nieuwe doopvont en er is een buffet of een dresse terug te vinden.

## Restauraties
Ondertussen zijn er al veel restauraties gebeurd aan de kerk. In 2000 werd de kerk volledig gerenoveerd. Het altaar werd verplaatst naar het midden. Nu kan iedereen er rond zitten, ook achter het altaar. Vroeger, voor de renovaties, kan je enkel voor het altaar plaatsnemen. De toren werd ook volledig gerestaureerd. Voor 2000 werden ook restauraties aangebracht.